# Menasheh Idafar
Menasheh Idafar (Londen, 13 maart 1991) is een Brits autocoureur die ook de Bahreinse nationaliteit bezit.

## Carrière
In 2006 begon Idafar zijn autosportcarrière in de Thunder Arabia Middle Eastern Series, waar hij als vijfde in het kampioenschap eindigde met 2 overwinningen.
In 2007 stapte Idafar over naar Europa, waar hij in de Formule Renault BARC rijdt voor het team Middle East / Russell Racing. Hij behaalde echter geen punten en eindigde als 25e in het kampioenschap met een twaalfde plaats op Oulton Park als beste resultaat. Hij nam ook deel aan het winterkampioenschap, waar hij als vijfde in het kampioenschap eindigde met 24 punten.
In 2008 bleef Idafar in de Formule Renault BARC rijden, maar nu voor het team Hillspeed. Met vijf derde plaatsen als beste resultaat eindigde hij achter Ollie Hancock, Johannes Seidlitz en Isa Yousif Mohammed als vierde in het kampioenschap met 77 punten. Ook nam hij deel aan het winterkampioenschap, waar hij als twaalfde eindigde met 39 punten.
In 2009 stapte Idafar over naar de Formule Renault UK voor Hill Speed Racing. Met als beste resultaat een tiende plaats op Brands Hatch eindigde hij als 24e in het kampioenschap met 56 punten. Ook nam hij voor Manor Competition deel aan het winterkampioenschap, die hij achter Harry Tincknell en Nick Yelloly als derde afsloot met 88 punten.
In 2010 maakte Idafar zijn debuut in de Formule 3, waar hij in de nationale klasse van het Britse Formule 3-kampioenschap voor het team T-Sport uitkomt. Aangezien James Cole de enige andere coureur was die het gehele seizoen in deze klasse uitkwam, werd Idafar met 18 klasseoverwinningen kampioen met 435 punten, 17 punten meer dan Cole.
In 2011 bleef Idafar in de Britse Formule 3 rijden voor T-Sport, maar nu in het hoofdkampioenschap. Met podiumplaatsen op Oulton Park, Brands Hatch en Donington Park eindigde hij als veertiende in het kampioenschap met 48 punten.